# Vesper (sonda spaziale)
Vesper (acronimo di Venus Sounder for Planetary Exploration) era il progetto di una missione spaziale della NASA per lo studio approfondito del pianeta Venere, il cui lancio era previsto per il 2004.

## Obiettivi della missione
Venere è un buon esempio degli effetti di un riscaldamento globale incontrollabile. Il pianeta è coperto da un'atmosfera carica di anidride carbonica, nubi di acido solforico e una superficie abbastanza calda da fondere il piombo. Ma i planetologi ritengono che Venere fosse in origine molto simile alla Terra, e che si sia semplicemente evoluto in modo diverso, quindi esso offre la possibilità unica di un confronto con la Terra, nel tentativo di scoprire perché le storie dei due corpi sono state così diverse.
Era previsto che nel 2002 la missione Venus Sounder for Planetary Exploration (VESPER) avrebbe raggiunto il nostro vicino più prossimo, seguendo la via aperta dalle missioni Mariner, Pioneer e Magellano. Era previsto che VESPER orbitasse attorno a Venere per due anni e mezzo, rilevando i gas atmosferici, la velocità dei venti, la pressione atmosferica e la temperatura: in breve, registrando il clima. Montati su una piattaforma mobile su tre assi, gli spettroscopi, le telecamere e gli altri strumenti di VESPER avrebbero studiato l'ambiente di Venere da ogni angolazione.
VESPER avrebbe dovuto concentrare le sue indagini sulla media atmosfera di Venere, tra 60 e 120 km al di sopra della superficie dove si formano le gialle nubi di acido solforico, causa dell'effetto serra che riscalda il pianeta. Secondo Gordon Chin, responsabile scientifico di VESPER presso la NASA, la sonda avrebbe aiutato a capire come prevenire un simile riscaldamento globale, che avrebbe effetti disastrosi sulla Terra.